# Пісок (Яворівський район)
Пісо́к — село в Україні, в Яворівському районі Львівської області. Населення становить 235 осіб. Орган місцевого самоврядування — Мостиська міська рада.